# Gansosso
Gansosso est une localité du Bénin située dans la commune de Kandi dans le département de l'Alibori.

## Histoire
Gansosso qui comprend les quartiers de Gansosso-Gbiga et Gansosso-Yissouré fait partie officiellement des 82 villages de la commune de Kandi depuis le 27 mai 2013 après la délibération et l'adoption par l'assemblée nationale du Bénin en sa séance du 15 février 2013 de la loi no 2013-05 du 15/02/2013 portant création, organisation, attributions et fonctionnement des unités administratives locales en République du Bénin.

## Administration
Gansosso fait partie des villages de l'arrondissement de Kandi I aux côtés de Damadi, Gando-Kossikana, Dodopanin, Kéféri-Sinté, Kéféri-Hinkatè, pèdè et Kadjèrè.

## Population
Selon le recensement général de la population et de l'habitation (RGPH4) de l'institut national de la statistique et de l'analyse économique (INSAE) au Bénin en 2013, la population de Gansosso s'élève à 5 149 habitants dont 2 440 hommes et 2 709 femmes.

## Galerie

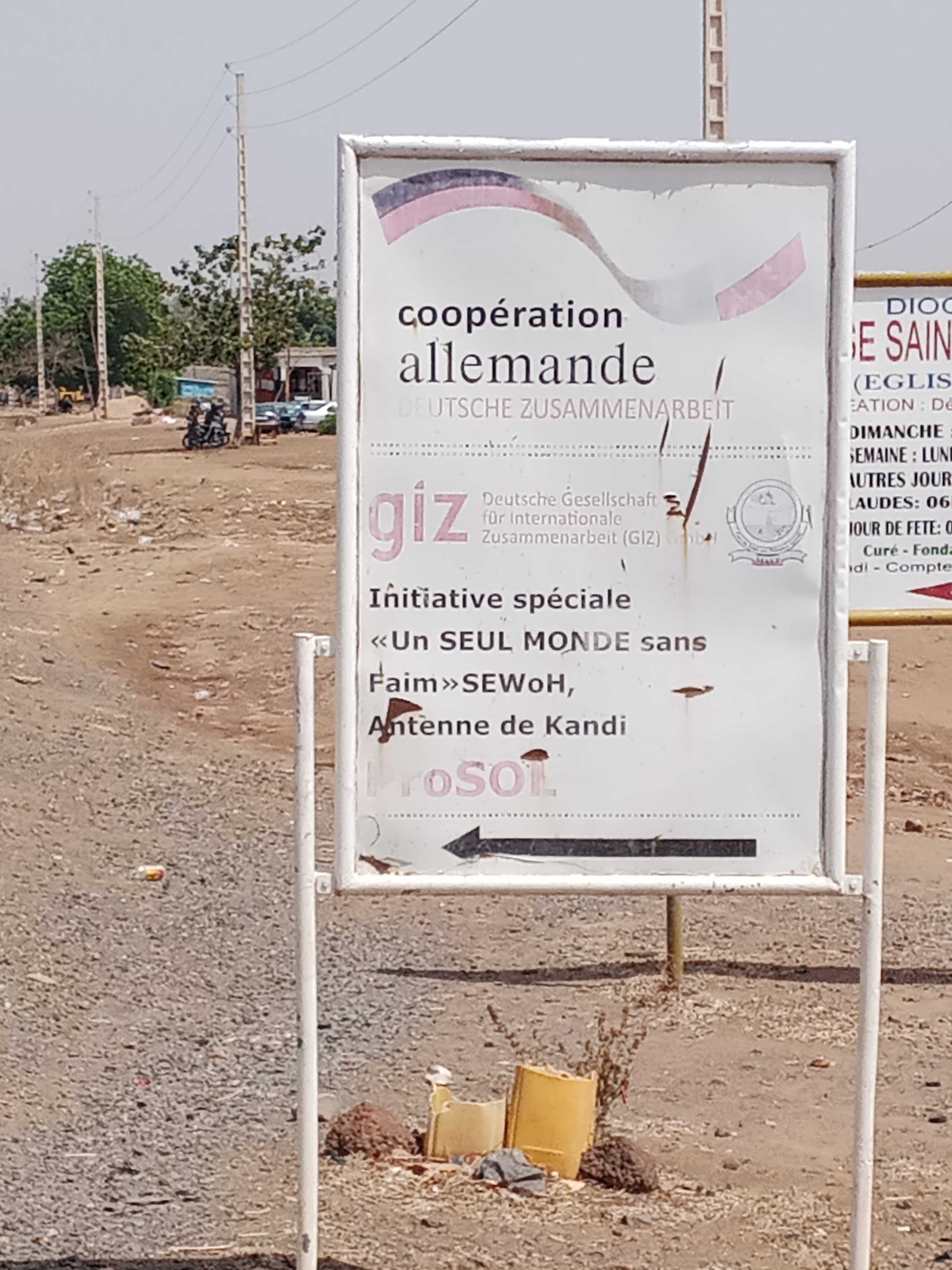
Plaque Bureau de la GIZ à Kandi à Gansosso
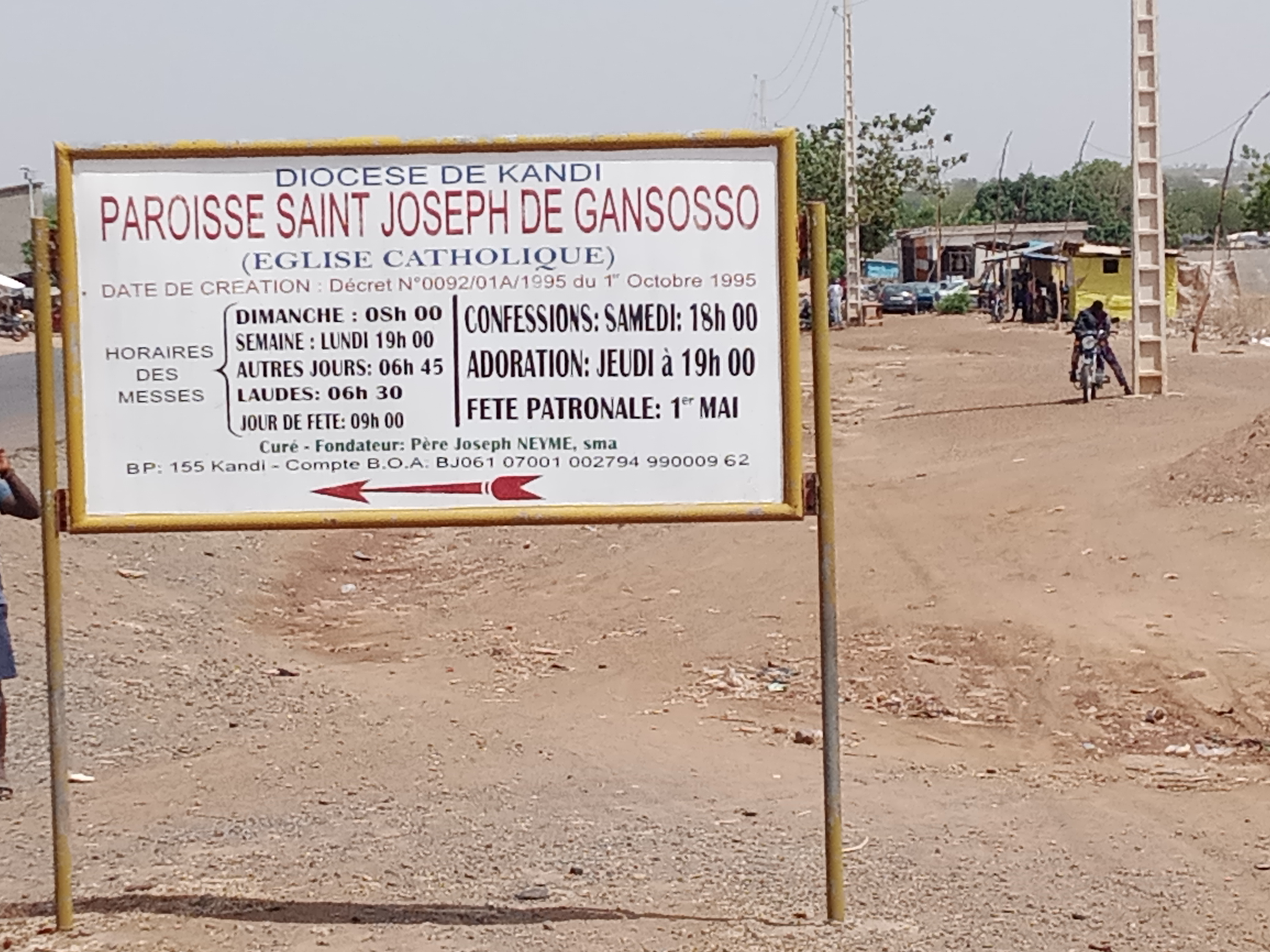
Paroisse Saint Joseph de Gansosso